# Pseudanapis serica
Pseudanapis serica är en spindelart som beskrevs av Brignoli 1981. Pseudanapis serica ingår i släktet Pseudanapis och familjen Anapidae.
Artens utbredningsområde är Hongkong (Kina). Inga underarter finns listade i Catalogue of Life.